# 高野容輔
高野 容輔（こうの ようすけ、1983年10月29日 - ）は、日本中央競馬会 (JRA) ・栗東トレーニングセンターに所属する元騎手・現調教助手。戸籍上の表記は髙野である。
現役当時、美浦に高野和馬（姓の読み方は「たかの」）がいたため、一部の新聞上での表記は「高野容」となっていた。

## 来歴
競馬とは無縁の家庭で育ち、中学時代の1997年にシルクジャスティスが勝った有馬記念をテレビで見て騎手を志すようになるも、両親の反対に遭い1回限りという約束で受験した競馬学校に合格。競馬学校課程第18期生として卒業し、2002年3月に騎手免許を取得。福永甲厩舎所属騎手としてデビューを果たす。同期騎手として五十嵐雄祐、黒岩悠らがいる。同年6月30日ウエスタンデンコーにて51戦目での初勝利を記録、平地と併せ障害へも初年度より騎乗し、翌2003年に障害初勝利を挙げている。
デビュー3年間で平地競走・障害競走合わせ40勝をマークした高野は、2004年には騎乗機会を400台にまで伸ばしたが、減量騎手の特典がなくなる2005年以降は騎乗数・勝利数ともに減少、今まで自身を起用してくれていた調教師に減量特典が取れたことを忌避されたこともあった。2007年11月にはレース中の落馬による右鎖骨骨折のため、2か月の療養となるなど伸び悩みが続く。
2008年6月、マーメイドステークスにトーホウシャインが出走した際、騎乗予定であった川島信二が48kgでの騎乗ができないため代役を申し出（後述）、自身5年ぶりの平地重賞騎乗となったこのレースを制し重賞初勝利を達成する。なお、この勝利が高野の2008年平地・障害を含め唯一の勝ち鞍であった。
2009年1月11日、京都競馬場第3競走で15番人気のディアトゥドリームに騎乗し、3着に入着。同馬の複勝配当12280円が当時のJRA歴代最高額となった。
2010年4月17日、中山グランドジャンプをメルシーモンサンで制覇し障害重賞及びJ・GI初勝利を挙げた。2010年の初勝利でもあり、その年の初勝利を重賞で挙げたのは2008年に続き2回目である。
高野はこの年まで現役を続行したが、来年度からの厩舎制度の変更や落馬した際の古傷、そして時々意識が飛ぶという出来事があり、後述のようにこの時点で結婚していたため今後の人生と家庭生活のことを考え、12月31日付で騎手を引退。吉岡八郎厩舎所属の調教助手へ転業。その後、2011年2月に吉岡が定年を迎え、厩舎を解散したことにより日吉正和厩舎へ移籍。さらに2016年は大久保龍志厩舎に調教助手として所属しスマートレイアーなどの調教を担当したあと、2017年からは角田晃一厩舎に転属。角田厩舎では、2019年のアメリカクラシック三冠に参戦したマスターフェンサーの遠征に帯同した。
生涯成績は1456戦50勝、重賞勝利は平地・障害双方で各1勝の計2勝。

## エピソード
- 私生活では2007年11月に結婚しており、既婚者である。2人の子供がいて、前述の中山グランドジャンプを制した2日前の2010年4月15日に第二子が誕生している。
- トーホウシャインのマーメイドステークスは48kgで騎乗し優勝しているが、メルシーモンサンの中山グランドジャンプは63.5kgで騎乗し優勝し、重賞制覇した時の斤量が15.5kg差という珍しい記録がある。これは、平地と障害を乗るジョッキーならではの記録である。
- トーホウシャインでマーメイドステークスを制した際、主戦であった川島信二が、負担重量の48kgでは騎乗できないということで、高野は自ら騎乗を申し出た。そして、その騎乗のために3.8kgの減量[5]を行い見事に勝利に導いている。一方、メルシーモンサンの中山グランドジャンプでは、今度は体重を増やそうと試みた。ところが、勝利後のインタビューで、高野は「あの時は減量がきつくて…。今度は一日3回食べて体重を増やしたが、1キロしか増えなかった」[6]と語っていた。
- 重賞勝利はすべて不良馬場のレースである。

## 騎乗成績
|       |            | 日付           | 競馬場・開催  | 競走名                 | 馬名               | 頭数 | 人気 | 着順 |
| ----- | ---------- | -------------- | ------------- | ---------------------- | ------------------ | ---- | ---- | ---- |
| 平 地 | 初騎乗     | 2002年3月2日   | 1回中京1日2R  | 3歳未勝利              | ベルモントジャック | 16頭 | 13   | 16着 |
| 平 地 | 初勝利     | 2002年6月30日  | 3回阪神6日12R | 500万円下              | ウエスタンデンコー | 16頭 | 5    | 1着  |
| 平 地 | 重賞初騎乗 | 2003年3月16日  | 1回阪神6日11R | フィリーズレビュー     | シルクフローラ     | 16頭 | 15   | 10着 |
| 平 地 | 重賞初勝利 | 2008年6月22日  | 3回阪神2日11R | マーメイドステークス   | トーホウシャイン   | 12頭 | 12   | 1着  |
| 障 害 | 初騎乗     | 2002年3月16日  | 1回阪神7日5R  | 障害未勝利             | ナリタビリーブ     | 14頭 | 14   | 12着 |
| 障 害 | 初勝利     | 2003年7月12日  | 3回阪神7日5R  | 障害未勝利             | アルマブライアン   | 13頭 | 8    | 1着  |
| 障 害 | 重賞初騎乗 | 2003年3月15日  | 1回阪神5日10R | 阪神スプリングジャンプ | メジロライデン     | 14頭 | 8    | 中止 |
| 障 害 | 重賞初勝利 | 2010年4月17日  | 3回中山7日11R | 中山グランドジャンプ   | メルシーモンサン   | 14頭 | 8    | 1着  |
| 障 害 | JGI初騎乗  | 2009年12月26日 | 5回中山7日10R | 中山大障害             | メルシーモンサン   | 14頭 | 13   | 5着  |
| 障 害 | JGI初勝利  | 2010年4月17日  | 3回中山7日11R | 中山グランドジャンプ   | メルシーモンサン   | 14頭 | 8    | 1着  |

| 年度   | 平地競走 | 平地競走 | 平地競走 | 平地競走 | 平地競走 | 平地競走 | 平地競走 | 障害競走 | 障害競走 | 障害競走 | 障害競走 | 障害競走 | 障害競走 | 障害競走 |
| 年度   | 1着      | 2着      | 3着      | 騎乗数   | 勝率     | 連対率   | 複勝率   | 1着      | 2着      | 3着      | 騎乗数   | 勝率     | 連対率   | 複勝率   |
| ------ | -------- | -------- | -------- | -------- | -------- | -------- | -------- | -------- | -------- | -------- | -------- | -------- | -------- | -------- |
| 2002年 | 5        | 4        | 4        | 144      | .035     | .063     | .090     | 0        | 0        | 1        | 11       | .000     | .000     | .091     |
| 2003年 | 15       | 11       | 17       | 333      | .045     | .078     | .129     | 2        | 1        | 1        | 22       | .091     | .136     | .182     |
| 2004年 | 12       | 12       | 27       | 386      | .031     | .062     | .132     | 6        | 4        | 1        | 37       | .162     | .270     | .297     |
| 2005年 | 2        | 2        | 3        | 91       | .022     | .044     | .077     | 0        | 0        | 1        | 18       | .000     | .000     | .056     |
| 2006年 | 0        | 3        | 2        | 45       | .000     | .067     | .111     | 0        | 1        | 1        | 20       | .000     | .050     | .100     |
| 2007年 | 0        | 0        | 0        | 41       | .000     | .000     | .000     | 1        | 3        | 5        | 35       | .029     | .114     | .257     |
| 2008年 | 1        | 4        | 3        | 45       | .022     | .111     | .178     | 0        | 3        | 4        | 30       | .000     | .100     | .233     |
| 2009年 | 0        | 1        | 2        | 60       | .000     | .017     | .050     | 3        | 3        | 2        | 44       | .068     | .136     | .182     |
| 2010年 | 1        | 0        | 0        | 35       | .029     | .029     | .029     | 2        | 4        | 5        | 59       | .034     | .102     | .186     |
| 中央   | 36       | 37       | 58       | 1180     | .031     | .062     | .111     | 14       | 19       | 21       | 276      | .051     | .120     | .196     |
| 地方   | 2        | 1        | 0        | 15       | .133     | .200     | .200     |          |          |          |          |          |          |          |

### おもな騎乗馬
- ナムラリュージュ（2004年京都ハイジャンプ2着）
- トーホウシャイン（2008年マーメイドステークス）
- メルシーモンサン（2010年中山グランドジャンプ）